# Mirosław Józef Szymański
Mirosław Józef Szymański (ur. 29 stycznia 1942 w Borszczowie) – polski pedagog i socjolog oświaty, profesor nauk humanistycznych, profesor zwyczajny Uniwersytetu Pedagogicznego im. Komisji Edukacji Narodowej w Krakowie.

## Życiorys
W 1966 ukończył studia na Wydziale Pedagogicznym Uniwersytetu Warszawskiego. Uzyskał stopień naukowy doktora (1971) i habilitację (1979). W 1989 nadano mu tytuł naukowy profesora nauk humanistycznych. Został profesorem zwyczajnym Uniwersytetu Pedagogicznego im. KEN w Krakowie. Wszedł w skład Komitetu Nauk Pedagogicznych Polskiej Akademii Nauk.
Pod jego kierunkiem stopień naukowy doktora otrzymali, m.in.: Anna Fidelus, Mariola Wojciechowska, Joanna Smyła, Sławomir Trusz, Zuzanna Zbróg, Joanna Łukasik, Sławomir Cudak, Jolanta Maćkowicz, Maria Szymańska, Urszula Tyluś, Andrzej Ryk, Marzena Dymek-Maciejewska, Mirosław Sobecki.

## Publikacje
- Środowiskowe uwarunkowania selekcji szkolnej (1973)
- Społeczne uwarunkowania przemian edukacyjnych (1988)
- Procesy selekcyjne w szkolnictwie ogólnokształcącym (1988)
- Selekcyjna funkcja szkolnictwa a struktura społeczeństwa (1996)
- Młodzież wobec wartości (1998)[1][3]